# Hidrofon
Hidrofon je uređaj za snimanje nailazaka seizmičkih valova u vodenoj sredini. Sastoji se od piezoelektričnih diskova čije savijanje uzrokuje induciranje napona razmjernog promjeni tlaka na njihovim izvodima uzrokovanog nailaskom seizmičkih valova. 
Kako se u vodenoj sredini šire jedino longitudinalni valovi, seizmički tragovi snimljeni na hidrofonima koji reagiraju na promjene tlaka, osim korisnog signala sadrže jedino smetnje izazvane vibracijama zbog kretanja broda, neravninama na marinskom seizmičkom kabelu, rastezanjem elastičnih dijelova kabela i slično, ali ne i valove površinskih smetnji karakteristične za seizmička snimanja na kopnu.